# Anders Prytz
James Anders Prytz, född 15 november 1976 i Lindome församling, Göteborgs och Bohus län, är en svensk före detta fotbollsspelare, som i många år representerade Örgryte IS. Han spelade även för Gais och Fredrikstad FK.
Anders Prytz började spela fotboll i Lindome GIF, men gick till Örgryte IS 1991. Där spelade han 122 allsvenska matcher för Örgryte. Men efter att ÖIS åkt ner i superettan, 2007, skrev han på för Fredrikstad FK. Men efter redan ett år bröt han sitt kontrakt med Fredrikstad och skev på ett tvåårskontrakt med Öis av personliga skäl.
Strax efter att säsongen 2008 var färdigspelad meddelade Anders Prytz att han vill varva ner i BK Skottfint. Orsaken är att han inte har samma glöd för fotbollen längre. Totalt blev det 202 matcher för  "Prytzan" i Örgryte IS.

## Klubbar
- Fredrikstad FK
- Örgryte IS
- Lindome GIF
- BK Skottfint